# Arnór Guðjohnsen
Arnór Guðjohnsen (Reykjavík, 30 aprile 1961) è un ex calciatore islandese, di ruolo attaccante.
Tra i club in cui ha militato figura l'Anderlecht, con il quale si è laureato capocannoniere del campionato belga di calcio nella stagione 1986-1987. Ha fatto parte della Nazionale islandese.

## Biografia
Anche suo figlio Eiður Guðjohnsen e i nipoti Sveinn Aron e Andri sono calciatori.

## Carriera

### Club
Arnór ha giocato per le seguenti squadre durante la sua carriera: Vikingur, Valur e Stjarnan in Islanda, K.S.C. Lokeren Oost-Vlaanderen e R.S.C. Anderlecht in Belgio, FC Girondins de Bordeaux in Francia, BK Häcken e Örebro in Svezia. Fatale il suo errore dal dischetto che ha sancito la Coppa Uefa della stagione 1983/84 ai rigori a favore del Tottenham Hotspur.

### Nazionale
A 25 anni gli era stato chiesto il suo più grande desiderio, a cui rispose dicendo che era "giocare nel calcio internazionale accanto a Eiður".
Il 24 aprile 1996 Eiður a 17 anni debuttò in Nazionale sostituendo il padre trentaquattrenne nel secondo tempo di un'amichevole tra Islanda ed Estonia, entrando nella storia del calcio dato che mai prima di allora un padre e un figlio avevano giocato entrambi in una partita internazionale. La partita terminò con la vittoria 3-0 dell'Islanda grazie ad un gol di Arnór.
Successivamente, poco prima di una gara a Reykjavík in cui padre e figlio dovevano giocare uno accanto all'altro, il giovane Eiður si spezzò la caviglia in un torneo Under-18. Eiður saltò le due stagioni successive, e nel frattempo Arnór concluse la sua carriera.
Arnór Guðjohnsen ha giocato 73 partite per la nazionale islandese ed ha segnato 14 goal, quattro dei quali in un match contro la Turchia. Ha giocato la sua ultima partita internazionale nell'ottobre 1997 contro Liechtenstein.

## Palmarès

### Club

#### Competizioni nazionali
- Campionato belga: 3

Anderlecht: 1984-1985, 1985-1986, 1986-1987
- Supercoppa del Belgio: 2

Anderlecht: 1985, 1987
- Coppa del Belgio: 2

Anderlecht: 1987-88, 1988-89
- Ligue 2: 1

Bordeaux: 1991-1992